# Carl Zenner

Carl Zenner

Carl Peter Zenner, auch Karl Peter Zenner, (* 11. Juni 1899 in Oberlimberg; † 16. Juni 1969 in Andernach) war ein deutscher Nationalsozialist und SS-Führer, zuletzt SS-Brigadeführer und Generalmajor der Polizei.

## Leben
Zenner war der Sohn eines Steinbruchverwalters. Nach der Volksschule besuchte er das Gymnasium in Andernach, welches er mit Primareife verließ. Nach der Teilnahme am Ersten Weltkrieg war Zenner von Mitte Januar bis Ende September 1919 Mitglied der Brigade Nordlitauen im Baltikum und wurde von dort im Frühjahr 1919 für drei Monate zwischenzeitlich zur Niederschlagung eines Aufstandes von Spartakisten nach Hamburg verlegt. Nach seiner Entlassung aus der Armee studierte er in Köln Volks- und Betriebswissenschaft und schloss im Dezember 1921 das Studium als Diplom-Kaufmann ab. Bei der Brohltal AG in Burgbrohl war er danach bis Ende 1931 im kaufmännischen Bereich tätig, zuletzt als Abteilungsleiter. In der ersten Hälfte des Jahres 1932 war er beschäftigungslos.
Zenner trat zum 7. August 1925 in die NSDAP (Mitgliedsnummer 13.539) ein und war danach für die Partei bis 1928 als politischer Bezirksleiter des Bezirks Koblenz-Trier tätig. Zudem wurde er in Koblenz Ortsgruppenleiter und betätigte sich bis 1933 als Gau- und Reichsredner der NSDAP. Bei der SS wurde er im August 1926 Mitglied (SS-Nummer 176) und im gleichen Jahr noch stellvertretender SS-Führer für den Gau Rheinland und bekleidete in der Folge leitende Funktionen innerhalb dieser Organisation. Während der Rheinlandbesetzung wurde er 1927 durch französische Kriegsgerichte in Koblenz wegen Landfriedensbruch freigesprochen, jedoch in Mainz wegen NS-Betätigung zu einer Geldstrafe verurteilt. Von 1929 bis 1933 gehörte er dem Kreistag Ahrweiler an und wurde stellvertretender Bürgermeister der Stadt Ahrweiler. 
Nachdem er 1928 mit seiner Kandidatur für den Preußischen Landtag und den Reichstag gescheitert war, erhielt Zenner bei den Reichstagswahlen im Juli 1932 ein Mandat für den Wahlkreis 21 (Koblenz-Trier) im Reichstag, verlor dieses jedoch im November 1932.
Nach der „Machtergreifung“ der Nationalsozialisten wurde Zenner im März 1933 erneut Mitglied des Reichstags für den Wahlkreis 21 (Koblenz-Trier), dem er bis zum Ende der NS-Herrschaft ununterbrochen angehörte. Von Mai 1937 bis zu seiner Beurlaubung im August 1941 war er Polizeipräsident in Aachen. Von 1937 bis 1942 war er ehrenamtlicher Richter am Volksgerichtshof. Im Juni 1941 wurde er zum SS-Brigadeführer befördert, den höchsten Rang, den er innerhalb der SS erhielt; wenige Monate später wurde er zum Generalmajor der Polizei ernannt. Im August 1941 folgte seine Ernennung zum SS- und Polizeiführer (SSPF) für Weißrussland in Minsk, wo er zugleich SS-Standortführer wurde. Ende Juli 1942 wurde er von seinen Posten entbunden, da Erich von dem Bach-Zelewski ihm zu wenig Engagement bei der Partisanenbekämpfung vorgehalten hatte. Nach der Abgabe des Postens kam er nach Berlin und wurde Chef des Erfassungsamtes B II im SS-Hauptamt und blieb dort bis zum Kriegsende. Ein im Herbst 1942 gegen ihn eingeleitetes Verfahren wegen „Pflichtvergessenheit“ wurde im Dezember 1943 durch das Oberste SS- und Polizeigericht eingestellt.
Nach Kriegsende geriet er Ende Mai 1945 in französische Gefangenschaft und wurde in Balingen und Aachen interniert. Schließlich wurde er am 12. Juni 1947 der britischen Militärgerichtsbarkeit übergeben und für seine Teilnahme an den Novemberpogromen zu einer fünfjährigen Haftstrafe sowie zu einer Geldstrafe verurteilt. Nach der Haftentlassung Mitte Juni 1950 betätigte er sich als Geschäftsführer in Brohl. 
Am 12. Juni 1961 wurde Zenner vom Landgericht Koblenz zu 15 Jahren Haft verurteilt. Verfahrensgegenstand war die Ermordung von über 6.000 jüdischen Männern, Frauen und Kindern aus dem Ghetto in Minsk, die zwischen dem 7. und 11. November 1941 erschossen wurden, „um Wohnraum freizumachen für aus dem deutschen Reich eintreffende Judentransporte“. Carl Zenner wurde beim Judenmord vom Gericht nur als Gehilfe angesehen. Seine „Tötungshandlungen“ hätten auf Hitlers Grundsatzbefehl zum Judenmord beruht. Das Gericht glaubte Zenner, dass er  die „Judentötungen innerlich ablehend“ begangen habe. Er habe „auf Befehl gehandelt“ und habe zusätzlich in „einer Art psychotischer Verherrlichung des Nationalsozialismus“ gehandelt. Die Höchststrafe erhielt Zenner, weil der angeklagte Mord „im wesentlichen sein Werk“ gewesen sei. Im Jahre 1967 wurde er aus der Haft entlassen.